# Cargoitalia
Cargoitalia (mã IATA = 2G, mã IATA = CRG) là hãng hàng không vận chuyển hàng hóa của Ý, trụ sở ở Milano. Hãng có dịch vụ chở hàng hóa trên các tuyến đường thường xuyên cũng như các chuyến thuê bao tới các điểm đến quốc tế. Căn cứ chính của hãng ở Sân bay quốc tế Malpensa, Milano.

## Lịch sử
Cargoitalia được thành lập và bắt đầu hoạt động từ năm 2005. Người sáng lập và là giám đốc điều hành của hãng là Massimo Panagia, trước kia là Giám đốc hãng Alitalia Cargo. Hãng do Air Logistic Holding sở hữu 59.8% và Tristar (40.2%).

## Các nơi đến
Cargoitalia có các nơi đến ở châu Á, Bắc Mỹ, châu Phi và châu Âu.
- Atlanta
- Barcelona
- Cairo
- Chicago
- Delhi
- Dhaka
- Dubai
- Thành phố Hồ Chí Minh
- Houston
- Lagos
- Madras
- Moskva
- Mumbai
- München
- New York
- Osaka
- Thượng Hải

## Đội máy bay
(Tháng 3/2007):
- 1 McDonnell Douglas DC-10-30F
- 1 McDonnell Douglas MD-11S-F (thuê cả phi hành đoàn)
- 2 Boeing 747-200F (thuê cả phi hành đoàn)